# Iván Duque Márquez
Ivan Duque Marquez (ur. 1 sierpnia 1976 w Bogocie) – prawnik i polityk kolumbijski, w latach 2018–2022 prezydent kraju.

## Życiorys
Syn Ivana Duque Escobara, ministra górnictwa i energii i gubernatora stanu Antioquia. Ukończył prawo na Uniwersytecie Sergio Arboledy w Bogocie w 2000. W latach 1998–2002 doradca w Ministerstwie Finansów. W latach 2001–2013 pracował w Międzyamerykańskim Banku Rozwoju. Senator w latach 2014–2018 z ramienia Demokratycznego Centrum. W czasie sprawowania mandatu był autorem kilku projektów ustaw.
10 grudnia 2017 wysunięto jego kandydaturę na prezydenta kraju. W pierwszej turze 27 maja 2018 otrzymał 39% głosów. W drugiej turze, 17 czerwca, pokonał Gustavo Petro stosunkiem głosów 54 do 42%. Urząd objął 7 sierpnia.